# Bone Tomahawk
Bone Tomahawk (bra:Rastro de Maldade) é um filme de terror canibal e faroeste independente escrito e dirigido por S. Craig Zahler que teve sua estreia mundial no Fantastic Fest em 2015. No Brasil, a California Filmes lançou em 2021 a edição limitada e definitiva do filme em blu-ray em parceria com a Versátil Home Vídeo. O filme é sobre um xerife de uma pequena cidade (Russell) que lidera um pelotão em uma região deserta para resgatar duas pessoas que foram sequestradas por um clã indígena canibal.

## Recepção
O Rotten Tomatoes relata que 91% dos críticos deram ao filme uma nota positiva, com base em 93 resenhas, o consenso do site diz: "A mistura peculiar do gênero de Bone Tomahawk não será para todos, mas suas performances emocionantes e uma história de que queima de forma lenta devem satisfazer aqueles em busca de algo diferente." No Metacritic, o filme tem uma pontuação média ponderada de 72 (em 100) com base em 17 resenhas dos críticos convencionais apontando "críticas geralmente favoráveis".